# سوكومار
سوكومار هو مخرج،منتج وسيناريست هندي ولد في 11 يناير 1970.

## روابط خارجية
سوكومار على موقع IMDb (الإنجليزية)
- سوكومار على موقع ألو سيني (الفرنسية)
- سوكومار على موقع أول موفي (الإنجليزية)
- سوكومار على موقع قاعدة بيانات الفيلم (الإنجليزية)
- سوكومار على موقع كينوبويسك (الروسية)